# ゲルハルト・ストルバー
ゲルハルト・ストルバー（Gerhard Struber、1977年1月24日 - ）は、オーストリア・クフル出身の元サッカー選手であり、サッカー指導者。

## 経歴

### 選手として
1995年から2001年までプレーしたSVアウストリア・ザルツブルクで選手キャリアの大部分を過ごし、1997年にはブンデスリーガで優勝し、カップ戦決勝まで行っている。SVアウストリア・ザルツブルクで合計53試合に出場し、3得点。現役を退くまでオーバーエスターライヒ州やザルツブルク州の下位リーグのチームでプレーを続けた。

### 監督として
最初にレッドブル・ザルツブルク・アカデミーでコーチ、監督を経験する。
2012年から2014年までSVクフルの監督に就任。
その後、レッドブル・ザルツブルク・アカデミーの監督に就任。
2015-16シーズンはレッドブル・ザルツブルクのコーチに就任。翌シーズンはレッドブル・ザルツブルク・アカデミーの監督に就任。
2017年6月監督のヤヌシュ・ゴーラと共に、自身はチーム・マネージャーとしてブンデスリーガ2部のFCリーフェリングを率いる。
2017-18シーズン、UEFAユースリーグでレッドブル・ザルツブルクのU-19でも指揮を執り、チームをベスト16へ導いた。
2018-19シーズン、単独でFCリーフェリングの監督に就任。
2019-20シーズン、ブンデスリーガに所属するヴォルフスベルガーACの監督に就任。
第14節を終わって3位につけ、後半もその順位をキープした。
さらに、UEFAヨーロッパリーグ 2019-20では最初の4試合で勝ち点4を勝ち取った。
2019年11月、2022年6月までの契約でイングランドのEFLチャンピオンシップ(2部リーグ)の最下位に沈んでいたバーンズリーFCの監督に就任。。
チームを立て直し、リーグ残留を決める。
2020年10月、米国のメジャーリーグサッカーに属するニューヨーク・レッドブルズの監督に就任。2022年シーズンのリーグ全体6位以外は二桁順位が続き、成績は芳しくなかった。
2023-24シーズン、古巣のレッドブル・ザルツブルク監督に移籍。レギュラーシーズンでは1位通過したものの、チャンピオンシップラウンド（優勝決定シリーズ）は2位で惜敗した。この1シーズンをもって退任。
2024-25シーズン、ドイツ2部に降格した1.FCケルンの監督に就任。
2025年6月19日、ブリストル・シティFCの監督に就任。